# 砂川菊丸・照代
砂川菊丸・照代（すながわきくまる・てるよ）は、大正・昭和期の漫才師。
砂川捨丸（初代）・中村春代門下。菊丸は戦後二代目砂川捨丸を名乗っていた。

## 概要・芸風
菊丸こと二代目砂川捨丸は神戸の鉄工所（鍛冶屋）の息子で、兄が家業を継いだ。16歳の時に家業の道具を売りさばいたことで東京に家出し芝居の世界に飛び込むも背が小さいということで断られ、仕方なく神戸に戻り何気なく見に行った寄席で砂川捨丸の芸を知る。見よう見真似で友人とコンビを組み天狗連に出演。後に周囲の勧めで砂川捨丸に弟子入りし二代目砂川菊丸。昭和に入り妻となる照子と組む。のちに照子は照代と改名。
戦後は戎橋松竹に出ていたが捨丸が引退中だったということもあり兄弟弟子の勧めで二代目捨丸を襲名。（襲名の経緯に関しては註の項を参照）長らく主要劇場には呼ばれずドサ回りをしたり、地方で闇で安く石炭を手に入れ売ったりして生計を立てた。
1971年に初代捨丸が没し復帰を勧められたが、高齢のためほとんど活動がないまま2人とも亡くなった。
家庭は子宝に恵まれた。何人かが菊丸の元で漫才の修行をしたが物故したり、結婚を期に辞めたりなどした。そのうちの一人は後に曲芸師の田中チャップリンの弟子で乙女節子と名乗り、曲芸（皿回しの芸など）の修行を積んだが、玉松キャップ・中田チャックのキャップと結婚して廃業した。
菊丸は初代捨丸と風貌、背丈が瓜二つだったため、チョビ髭を生やしやはり鼓を持つなど初代捨丸を意識した芸風であった。また、松葉家奴がおこなっていたような、大きな懐中時計を懐から取り出すギャグも行っていた。
1971年放送のNHK「新日本紀行 浪華芸人横丁 ～大阪天王寺・山王町～」の中で菊丸の様子が確認できる。なお朝日放送の和朗亭にも出演をしている。

## メンバー
- 二代目砂川 菊丸（二代目砂川捨丸）（すながわ きくまる、1900年 - 没年不詳）

趣味は達磨の置物の収集であった。これはある日気晴らしでパチンコに行った際パチンコ屋の少年に当たる台を進められ、それが大当たりした。その後正月にその少年が達磨を売りに来たため買ったら気に入ったため集めるようになった。ドサ回りで地方に行った際は骨董店で集めるようになった。
- 砂川 照代（すながわ てるよ、生没年不詳）